# AC Oulu
AC Oulu (ACO) é um clube finlandês que se situa em Oulu. Formado em 2002, o clube jogou duas temporadas na primeira divisão e sete temporadas na segunda divisão. O clube atualmente joga seus jogos como mandante no Raatti Stadium. 

## Elenco Atual
Atualizado em 30 de março de 2021. 
Legenda
- : Capitão
- : Jogador suspenso
- : Jogador lesionado